# Saint-Ybard
Saint-Ybard è un comune delegato e frazione del comune di Les Trois-Saints, situato nel dipartimento della Corrèze nella regione della Nuova Aquitania. In precedenza comune autonomo, il 1º gennaio 2025 è confluito insieme agli ex comuni di Saint-Martin-Sepert e Saint-Pardoux-Corbier nel nuovo comune di Les Trois-Saints.

## Società

### Evoluzione demografica
Abitanti censiti